# Bjørnøya (Ålesund)
Bjørnøya  est une île  de la commune de Ålesund, du comté de Møre og Romsdal, dans la mer de Norvège.

## Description
L'île de 1,8 km2 se trouve dans le Vigrafjorden (en), entre l'île de Vigra à l'ouest et le continent norvégien à l'est. Elle est reliée au continent norvégien par une chaussée artificielle. À l'est du Bjørnøya (entre Bjørnøya et Søvik) se trouve l'île de Terøya. Les deux îles sont séparées par le Bjørnøysundet. En 1965, elle a rejoint la municipalité de Haram. En 2020, il est devenu une partie de la municipalité d'Ålesund.
Il y a plusieurs hameaux sur l'île, les plus notables étant Bjørnøya et Fagerheim. Les enfants de l'île sont desservis par l'école de Søvik, à seulement 6 kilomètres au sud-est.
Le point culminant de Bjørnøya est le Bjørnøyfjellet, haut de 124 mètres (407 pieds). Un chemin balisé mène au sommet. Les autres attractions de l'île incluent le fort côtier de Bjørnøya (Bjørnøya Kystfort) au sud. Il y a aussi des plages, des forêts et des zones humides (Tangane) dans la partie nord-est de l'île. La municipalité de Haram avait prévu de développer deux réserves sur l'île : l'une préservant les rives et l'autre préservant les zones humides.